# Ancien hôtel de France
L’hôtel de France est un ancien établissement hôtelier, situé aux nos 2-4, place Royale, à Pau dans le département français des Pyrénées-Atlantiques, en région Nouvelle-Aquitaine.
Construit sur ce qui fut l'ancien hôtel particulier de la famille Casamajor de Jasses, il est tenu par la famille Larrieu, à partir de 1813, puis par la famille Gardères et enfin la famille Tourné, qui l'exploite jusqu'en 1974.
Il est aujourd’hui divisé en appartements et accueille également les services de la communauté d'agglomération Pau Béarn Pyrénées.

## Historique
Depuis le début du XVIIIe siècle, le terrain est occupé par un hôtel particulier appartenant à la famille Casamajor de Jasses. Celui-ci est acquis le 25 mars 1813, pour 48 000 francs, par l'aubergiste Ostende Sainte-Marie Larrieu et son épouse, Jeanne, née Gourguilhou, en vue d'en faire un hôtel de voyageurs. Ces derniers tenaient déjà une auberge à Pau, appelée auberge de Quatre Cantons.
Dans les années qui suivent, le couple y reçoit notamment l'écrivain Stendhal, descendu en 1838, et le vicomte de Chateaubriand, leur hôtel est, selon la mémoire collective « L'un des établissements les mieux tenus du Midi ».
En 1860, le couple, qui souhaite faire face la concurrence, engage une nouvelle campagne de travaux, mais lègue sa prospère affaire à sa fille unique, mariée à Jean-Baptiste Camy. Les trois enfants de ces derniers, Joseph, Henri et Cécile, vendent l'hôtel au profit d'un jeune et ambitieux maître d'hôtel, Jean-Maximilien Gardères et à son épouse, Marie-Louise, née Filhon, en 1864, pour la somme de 425 000 francs. Lors de cette vente, la propriété est composée de deux maisons, d'écuries et remises ainsi qu'un jardin, le tout occupant 3 400 mètres carrés.
Dès 1865, souhaitant étendre son activité, Maximilien Gardères, décide la construction d’un vaste bâtiment à l'extrémité sud de son terrain, acquis par son épouse quelque temps auparavant, le long du boulevard du Midi et de la petite Provence. Il en confie la conception à l'architecte parisien Alphonse Bertrand, qui construira plus tard, la villa Belza de Biarritz. Celui-ci y érige alors, à partir de 1867, un bâtiment de 47 mètres de long, dans le plus pur style Second Empire, composé de cinq niveaux posés sur une surélévation abritant les offices, inauguré en 1869.
Fin 1868, le tourisme étranger, notamment anglais, se développe rapidement dans la ville et, à ce titre, le président du cercle anglais, alors logé au sud-ouest de la place, demande à Jean-Maximilien Gardères la possibilité d’être reçu dans un bâtiment plus décent. Après un accord sous acte passé devant Me Sempé, notaire à Pau, le 18 janvier 1869, Mr Gardères s'engage à faire construire un bâtiment à l'angle nord de sa propriété, en lieu et place de l'hôtel primitif. Il en confie la conception à l'architecte J.A Lassègue, supervisé par Alphonse Bertrand. Il en dresse alors les plans le 25 avril 1869, pour une date limite de livraison fixée au 1er janvier 1870. Terminé en temps voulu, cet hôtel particulier est loué au cercle anglais pour une durée de 15 ans renouvelable au loyer de 13 000 francs à l'année.
La famille Gardères se sépare de l'hôtel en 1907, au profit d'un homme d'affaires gelosien à la fortune bien faite, Pierre Tourné, pour 1 000 000 francs. Celui-ci fait rapidement exécuter des travaux d'agrandissement, dont il confie la conception au cabinet d'architectes Gabarret & Noutary. Après un permis de construire signé par le maire, le 15 juillet 1907, les deux architectes conçoivent tout d'abord un élégant portique sur deux niveaux destiné à devenir le lobby de l'hôtel et à faire la jonction entre l'aile sud et la future aile nord. Les décors de ce portique de style Louis XVI s'inspirent librement de ceux présents au Ritz, réaménagé par l'architecte Charles Mewès. Le 12 mars 1908, les deux architectes dessinent les plans de l'aile nord qui, après de nombreux problèmes d'infiltrations, est terminée en 1911.
Au décès de Pierre Tourné, le 19 janvier 1913, sa veuve Anna, née Levers, devient usufruitière, et leur fille, madame Beauchamps, hérite de la nue-propriété. Elles confient la gérance de l'hôtel à Félix Campagne, un orfèvre de l'hôtellerie de grand luxe. Malheureusement la Première Guerre mondiale survient et vient doucher les espoirs de l'équipe en place et plus rien ne sera jamais comme avant. La Seconde Guerre mondiale, n'arrange pas vraiment les choses, l'hôtel est mis à la disposition de l'occupant, et au sortir du conflit l'ensemble de l'établissement est fortement décrépi. Le bail arrivant à expiration en 1947, il est décider de créer une société anonyme en 1950, en vue de rénover l'ensemble, pour la somme faramineuse de 30 000 000 francs, n'accordant l'exploitation que de l'aile sud et du portique central, l'aile droite étant jugée inutile et faisant office de « boulet ».
Entre-temps mme Beauchamps, devenu pleinement propriétaire et sentant l'affaire péricliter, fait diviser sa propriété en quatre lots à partir du 16 novembre 1950, sur les conseils de son notaire, Me Duplantier.
Le 7 juin 1951, cette dernière se sépare de l'ancien cercle anglais, qu'elle vend à l'État espagnol par acte passé devant Me Des Termes, notaire à Saint-Palais.
L'aile nord est finalement transformé en immeuble de rapport, à la suite d'un état descriptif de division-règlement de copropriété établi aux termes d'un acte reçu par Me Duplantier le 28 mars 1952.
L'hôtel, malgré ses viscitudes, continue à accueillir de célèbres personnages, comme l'écrivain Ernest Hemingway, descendu le 25 septembre 1959, en provenance de Madrid et à destination de Nîmes, ou encore Sa Majesté Ingrid de Suède, reine consort de Danemark, descendue quant à elle, le 31 octobre 1966. Les activités de l'hôtel continuent jusqu'en 1974, année qui sonne définitivement le glas de ce prestigieux établissement.
L'hôtel, déjà séparé en trois lots est vendu. L'aile sud et l'aile nord sont vendue en 1976, par les héritiers de mme Beauchamps, à la société Promofoncia, puis sont revendues, divisées en appartements.
Le portique central, troisième lot, est quant à lui vendu, à la caisse d'assurance maladie, qui l'occupe jusqu'au 28 avril 1998, date à laquelle il est revendu à la ville, qui y installe les services de la communauté d'agglomération de Pau-Pyrénées.

## Architecture et description

### Aile sud
L'aile sud, partie la plus ancienne, comporte cinq niveaux assis sur une surélévation abritant offices, caves et réserves.

### Aile nord
L'aile nord, beaucoup plus moderne, assise également sur une surélévation abritant salle de billard et fumoir ainsi qu'une chaufferie, se développe quant à elle sur six niveaux desservis, outre par l'escalier monumental, par un ascenseur.
Dans cette aile, toutes les chambres disposent de salles de bains et commodités privatives, du chauffage central à air pulsé, ainsi que de parquets sans joints dits « hygiéniques », réalisés en terrazolith.

### Le portique central
Le portique, composé de trois niveaux, dont un en sous-sol, abrite quant à lui le vaste lobby de l'hôtel, au rez-de-chaussée, desservi par un monumental péristyle d'entrée, mais également une salle à manger et une table d'hôtes au premier étage, ouvrant toutes deux sur une terrasse, et desservies par un escalier monumental orné d'un vitrail. Les cuisines et autres communs sont en sous-sol.
Les décors extérieurs du portique de style Louis XVI sont agrémentés de vases en terre cuite imitant la pierre, copies de ceux du Pré Catelan, et commandés sur catalogue auprès de l'entreprise Gilardoni basée à Choisy-le-Roi, qui se charge également de l'aménagement décoratif du reste de l'hôtel.
Le lobby se compose d'un vaste couloir de jonction entre les deux ailes, richement orné de décors en stuc représentant des Putti en camées, les ouvertures des fenêtres, en plein-cintre font écho à des miroirs, dont les formes cintrées reprennent celles-ci.
Les travaux de réaménagement exécutés dans le portique en 1976 ont supprimé la quasi-totalité de ces décors à l'exception d'un tronçon conservé au rez-de-chaussée, faisant office d'entrée pour la résidence sud.